# حصیر تویو

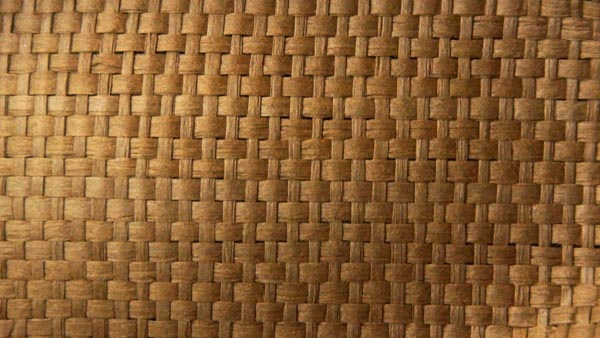
بافت حصیر تویو از نزدیک

حصیر یا کاه تویو (به انگلیسی: Toyo straw) نوعی کاه صاف و براق است که به‌طور عمده در ژاپن با کاغذ برنج شلاک ساخته می‌شود. این ماده معمولاً برای کلاه حصیری و کلاه شاپو استفاده می‌شود.
کلاه‌های بافته شده از این ماده صاف و سبک هستند و اغلب رنگ مسی غیر سفید یا طلایی دارند. کاغذ برنج با روکش، سلفون، یا لعاب پلاستیکی پوشانده شده‌است. این مدل کلاه‌های حصیری کارخانه‌ای به‌طور کلی در محدوده قیمت متوسط و پایین فروخته می‌شوند.